# Vieille-Toulouse
Vieille-Toulouse è un comune francese di 1 159 abitanti situato nel dipartimento dell'Alta Garonna nella regione dell'Occitania.

## Società

### Evoluzione demografica
Abitanti censiti